# Martí Riverola
Martí Riverola Bataller (Barcelona, Catalunha, 26 de janeiro de 1991) é um futebolista espanhol. Atualmente joga pelo Barcelona e o Barcelona B, depois de ter sido emprestado ao Vitesse.

## Carreira
Riverola chegou ao Barcelona em 1997, com qpenas 6 anos, e começou a carreira jogando de atacante mas depois virou meia na tempoprada 2004–05. Logo, chegou a ser capitão da equipe de juvenil, que foi campeã da Copa de Campeones Juvenil, sendo titular na final contra o Celta de Vigo.
Na temporada de 2009–10 estreou no Barcelona B, comandado pelo treinador Luis Enrique. No verão de 2010 foi chamado por Pep Guardiola para realizar a pré-temporada com o Barcelona.
Em janeiro de 2011, foi emprestado ao Vitesse, treinado pelo ex-jogador do Barcelona Albert Ferrer.
Em 6 de setembro de 2011 estreou na Liga dos Campeões marcando um gol contra o BATE Borisov.